# 英国国家障碍赛马大赛
英国国家障碍赛马大赛（Grand National）是每年在英国利物浦的安特里赛马场举行的賽馬障碍赛。英国国家障碍赛马大赛於1839年首次举办，賽馬比賽總長度為4英里514碼（6.907），賽馬需要跑完賽場两圈並跳过30个栅栏。它是欧洲獎金最高的障礙賽馬比赛，2017年的奖金为100万英镑。

## 外部鏈接
- 官方网站